# Academia de Ciencias de Letonia
La Academia de Ciencias de Letonia (en letón: Latvijas Zinātņu akadēmija) es la asociación de científicos más destacados del país. Se encuentra en Riga y actualmente su presidente es Juris Ekmanis.
El 14 de febrero de 1946 se celebró una primera junta general para dar lugar a la creación de la Academia de Ciencias de Letonia, a la que asistieron 13 académicos. En aquel entonces, aunque se consideraba de carácter independiente, estaba formada en gran parte por miembros de la URSS. Su creación contribuyó a otorgar fama y notoriedad a la ciudad entre la comunidad científica.
La actual sede de la Academia fue construida tras la Segunda Guerra Mundial, entre los años 1953 y 1956. La estructura es de hormigón armado, el estilo es el característico de los grandes edificios soviéticos de la época, y cuenta, además, con una ornamentación en la que se distinguen martillos, hoces y adornos y motivos folclóricos letones. Cuando finalizó la construcción, se convirtió en el primer rascacielos de dicha república, con 108 metros de altura.

## Composición
La Academia de las Ciencias de Letonia está compuesta por diferentes órganos, divididos en gestores y departamentales:

### Gestión
- Consejo de Supervisión
- Junta de Gobernadores
- Secretaría
- Seando

### Departamentos
- Física y Ciencias Técnicas
- Química, Biología y Medicina
- Humanidades y Ciencias Sociales
- Ciencias Forestales y Ciencias Agrícolas
- Ciencia y Tecnología del Centro de Investigación
- Comisión de Terminología
- Programación
- Consejo Científico
- Miembros Extranjeros
- Dirección de Gran Altura